# Coupe Amílcar Cabral 2000
Navigation
Gambie 1997 Mali 2001
La Coupe Amílcar Cabral 2000 est la seizième édition de la Coupe Amílcar Cabral qui a eu lieu au Cap-Vert du 4 au 14 mai 2000. Les nations membres de la UFOA (Union des fédérations ouest-africaines de football) sont invitées à participer à la compétition. 
La finale est particulière puisqu'elle voit le pays hôte, le Cap-Vert, s'imposer face au Sénégal. La Guinée monte sur la troisième marche du podium. C'est la toute première Coupe Amílcar Cabral pour les Tubarões Azuis.
À l'origine, la compétition devait se tenir au Cap-Vert du 27 novembre au 5 décembre 1999 mais des pluies diluviennes sur l'archipel ont provoqué des retards dans les travaux de modernisation du stade national, le stade de Várzea.

## Équipes participantes
- Cap-Vert - Organisateur
- Mali - Tenant du titre
- Sénégal
- Guinée
- Gambie
- Sierra Leone
- Guinée-Bissau
- Mauritanie

## Compétition

### Premier tour

#### Groupe A
| Rang | Équipe       | Pts | J | G | N | P | Bp | Bc | Diff |  | Résultats (▼ dom., ► ext.) |  |     |     |     |
| ---- | ------------ | --- | - | - | - | - | -- | -- | ---- |  | -------------------------- |  | --- | --- | --- |
| 1    | Sénégal      | 5   | 3 | 1 | 2 | 0 | 6  | 3  | +3   |  | Sénégal                    |  | 2-2 | 1-1 | 3-0 |
| 2    | Cap-Vert     | 5   | 3 | 1 | 2 | 0 | 4  | 3  | +1   |  | Cap-Vert                   |  |     | 1-1 | 1-0 |
| 3    | Gambie       | 3   | 3 | 0 | 3 | 0 | 4  | 4  | 0    |  | Gambie                     |  |     |     | 2-2 |
| 4    | Sierra Leone | 1   | 3 | 0 | 1 | 2 | 2  | 6  | -4   |  | Sierra Leone               |  |     |     |     |

#### Groupe B
| Rang | Équipe        | Pts | J | G | N | P | Bp | Bc | Diff |  | Résultats (▼ dom., ► ext.) |  |     |     |     |
| ---- | ------------- | --- | - | - | - | - | -- | -- | ---- |  | -------------------------- |  | --- | --- | --- |
| 1    | Guinée        | 7   | 3 | 2 | 1 | 0 | 6  | 3  | +3   |  | Guinée                     |  | 3-1 | 2-1 | 1-1 |
| 2    | Mali          | 4   | 3 | 1 | 1 | 1 | 6  | 7  | -1   |  | Mali                       |  |     | 3-2 | 2-2 |
| 3    | Guinée-Bissau | 3   | 3 | 1 | 0 | 2 | 4  | 5  | -1   |  | Guinée-Bissau              |  |     |     | 1-0 |
| 4    | Mauritanie    | 2   | 3 | 0 | 2 | 1 | 3  | 4  | -1   |  | Mauritanie                 |  |     |     |     |

### Phase finale

#### Demi-finales
| 11 mai 2000 | Sénégal         | 2 - 2 a.p. | Mali           | Stade de Várzea, Praia |  |
|             | Gaye ,          |            | Diallo · Dissa |                        |  |
|             | Tirs au but 3-2 |            |                |                        |  |

| 11 mai 2000 | Cap-Vert    | 2 - 0 | Guinée | Stade de Várzea, Praia |
|             | Jair · Toni |       |        |                        |

#### Match pour la3eplace
| 14 mai 2000 | Guinée                  | 2 - 0 | Mali | Stade de Várzea, Praia |
|             | Siabuno 8e · Camara 67e |       |      |                        |

#### Finale
| 14 mai 2000 | Cap-Vert | 1 - 0 | Sénégal | Stade de Várzea, Praia |
|             | Toni 33e |       |         |                        |

| Vainqueur Coupe Amílcar Cabral 2000 Cap-Vert Premier titre |

## Sources et liens externes
- (en) Feuilles de matchs et infos sur RSSSF